# Calgary-Varsity
Circonscription électorale provinciale du Canada
Calgary-Varsity est une circonscription électorale provinciale de l'Alberta (Canada), située dans le nord-ouest de Calgary. 
Sa députée actuelle est la néo-démocrate Luanne Metz.

## Liste des députés
| Années | Années          | Député              | Parti politique           |
| ------ | --------------- | ------------------- | ------------------------- |
|        | 1993 - 1997     | Murray Smith        | Progressiste-conservateur |
|        | 1997 - 2001     | Murray Smith        | Progressiste-conservateur |
|        | 2001 - 2004     | Murray Smith        | Progressiste-conservateur |
|        | 2004 - 2008     | Harry Chase         | Libéral                   |
|        | 2008 - 2012     | Harry Chase         | Libéral                   |
|        | 2012 - 2015     | Donna Kennedy-Glans | Progressiste-conservateur |
|        | 2015 - 2019     | Stephanie McLean    | Néo-démocrate             |
|        | 2019 - 2023     | Jason Copping       | Conservateur uni          |
|        | 2023 - en cours | Luanne Metz         | Néo-démocrate             |